# Maja Tjellström
Hildur Maria (Maja) Elisabet Tjellström, född 17 november 1899 i Wuchang (i dag Wuhan) i Hubei-provinsen i Kina, död 3 oktober 1998 i S:t Matteus församling i Stockholm, var en svensk sjuksköterska, skolledare, missionär och hjälparbetare.

## Biografi
Tjellström föddes som näst äldsta barn till missionärerna Anders Tjellström (1864-1946) och Anna Eriksson (1870–1959), som under närmare 40 år var verksamma i Kina för Svenska Missionsförbundets räkning. Vid 13 års ålder kom hon till Sverige där hon avlade realskoleexamen vid Osby samskola och 1924 sjuksköterskeexamen vid Sophiahemmet i Stockholm. Hon kompletterade därefter med barnmorskeexamen i Birmingham. Hon arbetade sedan som distriktssköterska i bl.a. Härnösand. År 1939 fick hon ett stipendium från Rockefellerstiftelsen för att vidareutbilda sig vid University of Toronto School of Nursing i Kanada.
Mellan åren 1945 och 1965 var Tjellström rektor för Statens distriktssköterskeskola i Solna. Efter sin pensionering kom hon att arbeta som medicinsk assistent i Sri Lanka och från 1969 i Jerusalem. Från 1976 till 1990-talets mitt arbetade hon som volontär vid The Four Homes of Mercy, en institution för gamla, handikappade och föräldralösa barn i Betania på Västbanken. Maja Tjellström blev uppmärksammad 1987 då hon var huvudperson i Lasse Holmqvists TV-program Här är ditt liv.